# Formica rupestris
Formica rupestris är en myrart som beskrevs av Leach 1825. Formica rupestris ingår i släktet Formica och familjen myror. Inga underarter finns listade i Catalogue of Life.